# Grégory Carraz
Pour les articles homonymes, voir Carraz.
Grégory Carraz, né le 9 avril 1975 à Bourgoin-Jallieu, est un joueur de tennis français, professionnel entre 1993 et 2007.

## Carrière
Grégory Carraz n'a remporté aucun tournoi ATP dans sa carrière mais a en revanche atteint une finale en double à Newport. Ce serveur-volleyeur, spécialiste du jeu sur gazon, a connu d'importants soucis physiques à la colonne vertébrale au début de sa carrière qui l'on contraint à être encore classé 600e mondial à 25 ans.
Il réalise sa meilleure saison en 2003 lorsqu'il remporte ses deux premiers tournois Challenger à Bangalore et Andorre, puis atteint les demi-finales à Newport, le 3e tour à Indianapolis et Paris-Bercy (victoire sur Sjeng Schalken, son premier top 20), et les quarts de finale à Bangkok. Il parvient également jusqu'au troisième tour à l'US Open après une victoire sur Arnaud Clément en cinq sets, sa meilleure performance en Grand Chelem. Il est le joueur français qui est allé le plus loin dans le tournoi cette année-là. Il finit sa saison en tant que 4e joueur français à la 63e place, juste derrière Fabrice Santoro.
En 2004, il est quart de finaliste à Auckland et demi-finaliste à Milan, puis il se distingue en servant 50 aces dans un match au Challenger d'Andrézieux contre Tomáš Zíb, qu'il bat en 3 tie-break. La semaine suivante, il bat Juan Carlos Ferrero, no 2 mondial (7-62, 63-7, 6-3) à Marseille. Fin juillet, il se hisse jusqu'en demi-finale du tournoi d'Indianapolis grâce à un succès sur Mardy Fish. Il fait également partie de la délégation française lors des Jeux olympiques d'Athènes ; sélectionné en simple, il perd en trois sets au premier tour face à Márcos Baghdatís. En fin d'année, il est finaliste de l'Open du Luxembourg.
Après sa carrière, Grégory Carraz a travaillé pendant 3 ans au Lagardère Paris Racing et a notamment entraîné Édouard Roger-Vasselin et Claire Feuerstein. Depuis 2018, il est entraîneur national auprès de la Fédération française de tennis.

## Palmarès

### Finale en double messieurs
| No | Date       | Nom et lieu du tournoi                    | Catégorie   | Dotation  | Surface      | Vainqueurs             | Partenaire    | Score          |          |
| -- | ---------- | ----------------------------------------- | ----------- | --------- | ------------ | ---------------------- | ------------- | -------------- | -------- |
| 1  | 05-07-2004 | Hall of Fame Tennis Championships Newport | Int' Series | 355 000 $ | Gazon (ext.) | Jordan Kerr Jim Thomas | Nicolas Mahut | 6-3, 65-7, 6-3 | Parcours |

## Parcours dans les tournois duGrand Chelem

### En simple
| Année | Open d'Australie | Open d'Australie | Internationaux de France | Internationaux de France | Wimbledon      | Wimbledon    | US Open         | US Open   |
| ----- | ---------------- | ---------------- | ------------------------ | ------------------------ | -------------- | ------------ | --------------- | --------- |
| 1994  | —                | —                | Q1                       | Nick Gould               | —              | —            | —               | —         |
|       |                  |                  |                          |                          |                |              |                 |           |
| 1996  | Q2               | Wayne Black      | 1er tour (1/64)          | B. Steven                | —              | —            | —               | —         |
|       |                  |                  |                          |                          |                |              |                 |           |
| 1998  | —                | —                | Q1                       | P. Tramacchi             | —              | —            | —               | —         |
|       |                  |                  |                          |                          |                |              |                 |           |
| 2000  | —                | —                | —                        | —                        | Q1             | Alex O'Brien | —               | —         |
| 2001  | —                | —                | Q2                       | F. Saretta               | —              | —            | —               | —         |
| 2002  | Q2               | Raemon Sluiter   | Q2                       | Iván Miranda             | 2e tour (1/32) | L. Hewitt    | —               | —         |
| 2003  | 2e tour (1/32)   | J. Acasuso       | Q1                       | J.-W. Tsonga             | —              | —            | 3e tour (1/16)  | G. Coria  |
| 2004  | 1er tour (1/64)  | J-M. Gambill     | —                        | —                        | 2e tour (1/32) | S. Grosjean  | 1er tour (1/64) | J. Melzer |
| 2005  | 2e tour (1/32)   | J.I. Chela       | Q2                       | Matías Boeker            | —              | —            | —               | —         |
| 2006  | Q2               | J. Adaktusson    | Q1                       | Marin Čilić              | —              | —            | —               | —         |

N.B. : à droite du résultat se trouve le nom de l'ultime adversaire.

### En double
| Année | Open d'Australie | Open d'Australie | Internationaux de France      | Internationaux de France | Wimbledon | Wimbledon | US Open                    | US Open                |
| ----- | ---------------- | ---------------- | ----------------------------- | ------------------------ | --------- | --------- | -------------------------- | ---------------------- |
| 1996  | —                | —                | 1er tour (1/32) J-F. Bachelot | K. Nováček V. Spadea     | —         | —         | —                          | —                      |
| 2001  | —                | —                | 1er tour (1/32) J-R. Lisnard  | M. Knowles B. MacPhie    | —         | —         | —                          | —                      |
| 2002  | —                | —                | 1er tour (1/32) N. Mahut      | M. Fish J. Morrison      | —         | —         | —                          | —                      |
| 2003  | —                | —                | 1er tour (1/32) J-F. Bachelot | L. Arnold Ker M. Hood    | —         | —         | —                          | —                      |
| 2004  | —                | —                | —                             | —                        | —         | —         | 1er tour (1/32) A. Clément | J. Gimelstob G. Oliver |
| 2005  | —                | —                | 2e tour (1/16) A. Dupuis      | X. Malisse O. Rochus     | —         | —         | —                          | —                      |
| 2006  | —                | —                | 1er tour (1/32) A. Dupuis     | J-F. Bachelot S. Robert  | —         | —         | —                          | —                      |
| 2007  | —                | —                | 1er tour (1/32) M. Montcourt  | L. Kubot O. Marach       | —         | —         | —                          | —                      |

N.B. : le nom du ou de la partenaire se trouve sous le résultat ; le nom des ultimes adversaires se trouve à droite.

## Parcours dans lesMasters 1000
| Année | Indian Wells     | Miami                | Monte-Carlo        | Rome | Hambourg | Canada                 | Cincinnati            | Madrid | Paris                     |
| ----- | ---------------- | -------------------- | ------------------ | ---- | -------- | ---------------------- | --------------------- | ------ | ------------------------- |
| 1996  | —                | —                    | —                  | —    | —        | 2e tour C. Pioline     | —                     | —      | —                         |
| 2003  | —                | —                    | —                  | —    | —        | 1er tour Y. Kafelnikov | —                     | —      | 1/8 de finale J. Björkman |
| 2004  | —                | 1er tour M. Zabaleta | 1er tour N. Escudé | —    | —        | 2e tour J. Johansson   | 1er tour J. Johansson | —      | —                         |
| 2005  | 2e tour A. Pavel | —                    | —                  | —    | —        | —                      | —                     | —      | —                         |

N.B. : sous le résultat se trouve le nom de l’ultime adversaire.